# Potamarius izabalensis
Potamarius izabalensis är en fiskart som beskrevs av Hubbs och Miller, 1960. Potamarius izabalensis ingår i släktet Potamarius och familjen Ariidae. Inga underarter finns listade i Catalogue of Life.